# Льодостав

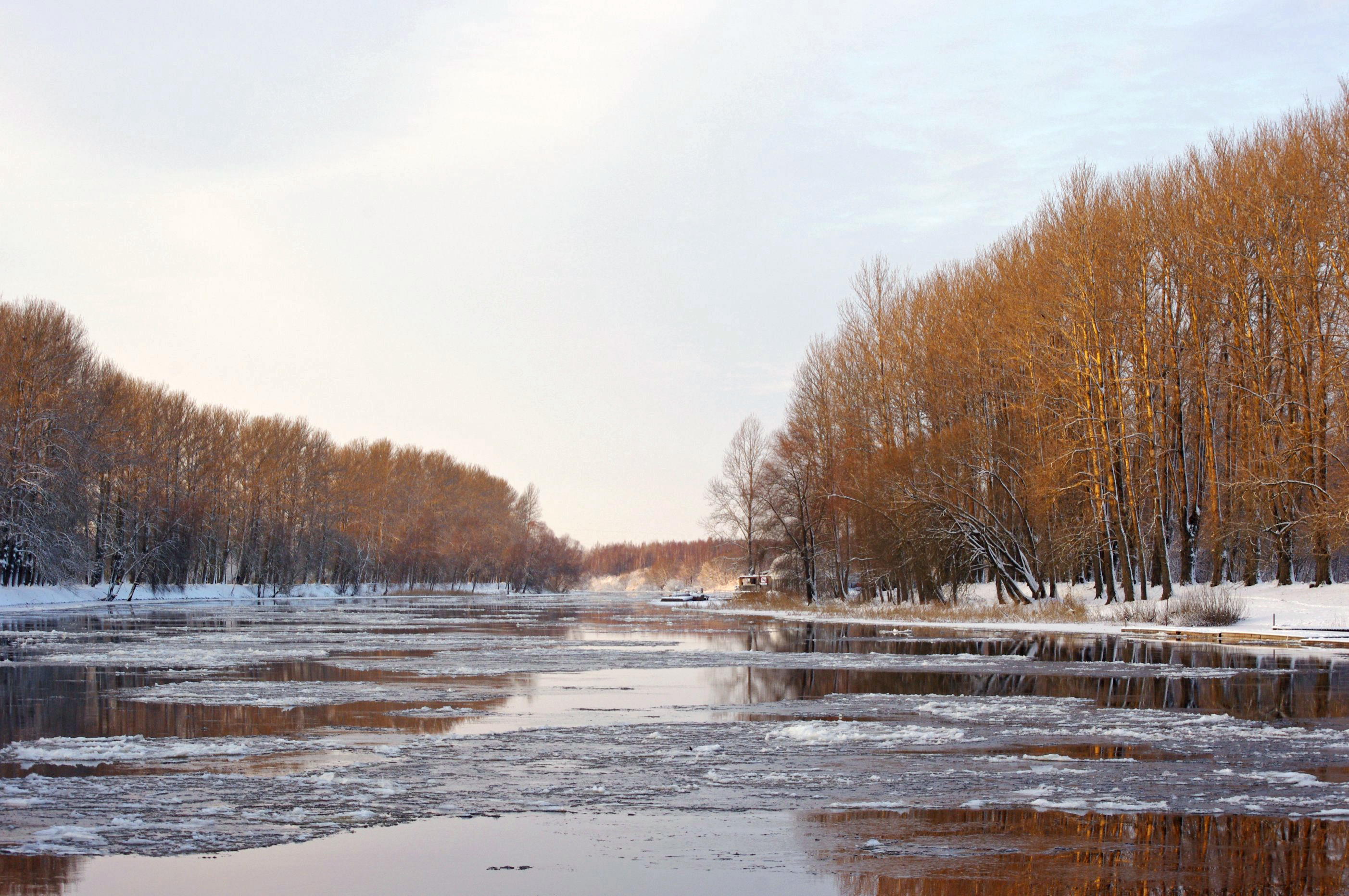
Емайигі

Проталини на льодоставі. Донбас, березень 2011 року

Льодоста́в — явище льодового режиму водойми, перше з періоду льодоставу, може стати причиною виникнення торосів. Позначається утворенням на поверхні водойми або водотоку нерухомого льоду; період, протягом якого спостерігається нерухомий крижаний покрив на річці (водоймі). Ділянки, де течія швидка або куди притікають теплі води (скидні, ґрунтові), можуть залишатися вільними від льоду й називаються промивинами, ополонками. Тривалість льодоставу і товщина льоду залежать від тривалості й температурного режиму зими, характеру водойми, товщини снігу, вітрового режиму (наприклад, на водоймах Східно-Європейської рівнини льодостав триває від декількох діб на півдні до 6-7 місяців на півночі; товщина льоду відповідно змінюється від 20-30 см до 1 м і більше). Малі річки й непротічні басейни замерзають скоріше великих річок. Гірські річки через швидку течію звичайно не мають суцільного льодоставу.
Льодостав на річках починається з утворення крижаного сала, потім сніжниці, які разом змерзаються в шугу. Грудки шуги стають крижинами, які збільшуються і утворюють нерухомий крижаний покрив.